# Pierre Fauchard

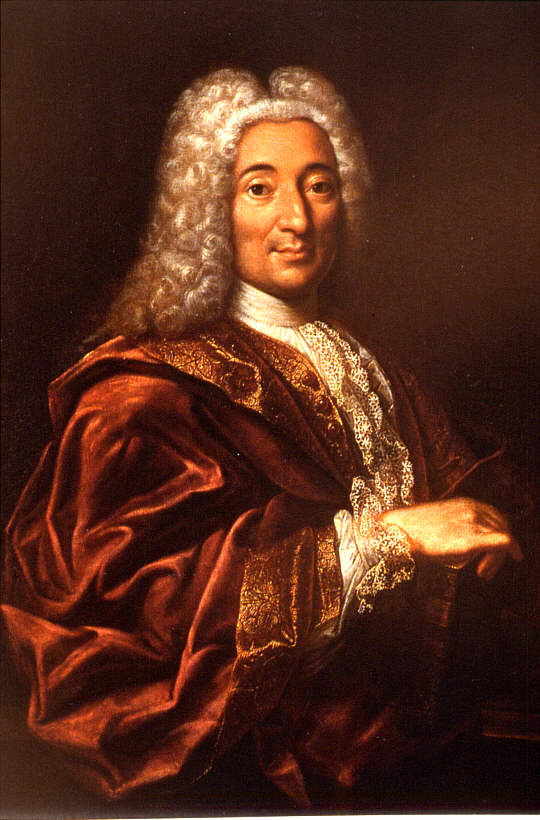
Pierre Fauchard

Pierre Fauchard (1678 - 1761) was een Franse tandarts uit Parijs die wel de grondlegger van de huidige tandheelkunde wordt genoemd.

## Werk
In zijn in 1728 verschenen standaardwerk Le Chirurgien Dentiste geeft hij een baanbrekend overzicht van de diagnostiek en behandelingen in de tandheelkunde. Ook presenteert hij voor het eerst een beschrijving van een orthodontische beugel. Deze beugel, door Fauchard bandelette genoemd, was een flexibele strip van goud of zilver die met zijden draden aan de tanden werd vastgemaakt. Met de bandelette werd de voorzijde van het gebit breder gemaakt en konden de tanden tegelijkertijd rechter worden gezet. In feite is de bandelette de primitieve voorloper van de draden (bogen) die tegenwoordig in de orthodontie bij vaste (plaatjes) beugels worden gebruikt.
In 1723 plaatste hij de eerste tandvulling.